# Второй Доктор
Второй Доктор (англ. Second Doctor) — второе воплощение Доктора, главного персонажа британского научно-фантастического телесериала «Доктор Кто». Роль Второго Доктора исполнял Патрик Траутон.
Доктор — представитель внеземной расы Повелителей Времени с планеты Галлифрей, который при помощи пространственно-временного устройства ТАРДИС путешествует через время и пространство, часто со спутниками. Когда Доктор получает значительные увечья, его тело может «регенерировать», однако при каждом новом воплощении его внешность и характер меняются.

## Биография
Первый Доктор получил серьёзные повреждения в битве с киберлюдьми (серия «Десятая планета»), но его тело исцелило себя — он регенерировал, став Вторым Доктором.
Сначала связь между Вторым Доктором и его предшественником была непонятна. В его первой истории Второй Доктор сослался на Первого в третьем лице, будто он был совершенно другим человеком.
В течение этого воплощения Доктор противостоял как уже знакомым врагам, например далекам и киберлюдям, так и новым, как например, Ледяные воины. В это же время Доктор впервые встречает Алистера Гордона Летбридж-Стюарта — английского военного, который впоследствии станет лидером ЮНИТ — военной организации, задачей которой является защита Земли от инопланетных угроз.
Второго Доктора осудили Повелители Времени за нарушения их законов невмешательства. Несмотря на мнение Доктора, что Повелители Времени должны использовать свои возможности, чтобы помогать другим, он был приговорён к ссылке на Землю двадцатого столетия. А перед ссылкой Повелители Времени инициировали процесс его регенерации в Третьего Доктора.

## Характер
Второго Доктора называли «Космическим бродягой» («Cosmic Hobo»), поскольку озорной Второй Доктор, казалось, был намного более потрёпанным и искренним, чем его первое воплощение. Подвижный, умный и всегда на несколько шагов опережающий врагов, время от времени он мог быть вычисляющим интриганом, который будет не только манипулировать людьми для большей пользы, но действовать как неуклюжий дурак, чтобы другие недооценивали его истинные способности («Гробница киберлюдей», «Зло далеков»).
Но, несмотря на частые вспышки гнева и то, что он иногда начинал паниковать, когда события выходили из-под контроля, Второй Доктор всегда действовал героически и пытался помочь подавленным. Это воплощение Повелителя Времени больше, чем любое другое, было «волком в овечьей шкуре».
Второй Доктор, как и каждый другой, имел свою любимую фразу. У него это было: «Когда я скажу „беги“ — беги!», «О, слова мои!» и «Тётя милостивая!» (правда, последнюю мы впервые услышим только в серии под названием «Кротоны»). Также он запомнился зрителям игрой на блокфлейте (однажды ему даже удалось использовать эту привычку как доказательство того, что он не самозванец).

## Стиль историй
С появлением молодого Доктора изменились и истории, в которых он участвовал. Они стали более динамичными и фантастическими. Если «эра Хартнелла» в сериале отмечалась историчностью происшествий, то в «эру Траутона» подавляющее большинство событий происходило за пределами Земли и было так или иначе связано с различными монстрами. Последней историей Второго Доктора в стиле Первого является серия «Горцы».
Как и с его предшественником, все серии были чёрно-белыми. Цветными были только поздние спецвыпуски, в которых появлялся Траутон — «Три Доктора», «Пять Докторов» и «Два Доктора».
Траутон снялся в полных трёх сезонах сериала, но большинство серий со Вторым Доктором было утилизировано — полный список серий показывает, как много из них было утрачено. Лишь две истории из первых двух сезонов Второго Доктора («Гробница киберлюдей» и «Враг мира») полностью сохранились. Восемь историй сохранилось частично (чаще всего — по 1-2 части из четырёх или шести), а четыре были утрачены полностью, в том числе его первая история («Энергия далеков»).

## Другие появления
Второй Доктор вернулся в сериал трижды. Впервые — в спецвыпуске «Три Доктора», посвящённом десятилетию сериала. В этой серии также состоялось возвращение Уильяма Хартнелла в качестве Первого Доктора. Второй раз — в серии «Пять Докторов», посвящённой 20-летию сериала. И последний раз — в 1985 году в серии «Два Доктора». Официальной версии, в какое время для Второго Доктора происходили эти события, нет, однако существует теория, что это произошло в гипотетическом сезоне 6В.
Короткий клип со Вторым Доктором появился в рождественском спецвыпуске 2008 года «Следующий Доктор» и в серии «Одиннадцатый час». Также его изображения появлялись в сериях «Винсент и Доктор», «Серебряный кошмар» и «Мужья Ривер Сонг».
Второй Доктор участвовал в спасении Галлифрея в серии «День Доктора».